# نیلز ۱۷۲۰
سیارک ۱۷۲۰ (به انگلیسی: 1720 Niels، نامگذاری:1935CQ) هزار و هفتصد و بیستمین سیارک کشف شده‌است که در ۷ فوریه ۱۹۳۵ و در هایدلبرگ کشف شد.
قدر مطلق سیارک برابر ۱۳٫۲۰ است.